# Champigny-sous-Varennes
Champigny-sous-Varennes is een gemeente in het Franse departement Haute-Marne (regio Grand Est) en telt 103 inwoners (1999). De plaats maakt deel uit van het arrondissement Langres.

## Geografie
De oppervlakte van Champigny-sous-Varennes bedraagt 6,0 km², de bevolkingsdichtheid is 17,2 inwoners per km².
De onderstaande kaart toont de ligging van Champigny-sous-Varennes met de belangrijkste infrastructuur en aangrenzende gemeenten.

## Demografie
Onderstaande figuur toont het verloop van het inwonertal (bron: INSEE-tellingen).